# Бенце Сабо
Бенце Сабо (угор. Szabó Bence, нар. 13 червня 1962, Будапешт, Угорщина) — угорський фехтувальник на шаблях, дворазовий олімпійський чемпіон (1988 та 1992) та дворазовий срібний призер (1992 та 1996) Олімпійських ігор, дворазовий чемпіон світу.

## Виступи на Олімпіадах
| Олімпіада      | Дисципліна          | Місце |
| -------------- | ------------------- | ----- |
| Сеул 1988      | командна шабля      | 1     |
| Барселона 1992 | індивідуальна шабля | 1     |
| Барселона 1992 | командна шабля      | 2     |
| Атланта 1996   | індивідуальна шабля | 17    |
| Атланта 1996   | командна шабля      | 2     |